# TOYAKOマンガ・アニメフェスタ
TOYAKOマンガ・アニメフェスタ（トーヤコマンガ・アニメフェスタ）は、北海道洞爺湖町で開催される漫画・アニメ関連のイベント。略称は「TMAF」。正式タイトルは、開催年の西暦年号が入り「TOYAKOマンガ・アニメフェスタ20XX」となる。

## 概要
洞爺湖温泉街を会場として行う漫画・アニメのイベントとして、地元住民により構成される実行委員会が主催に関わる公式イベントであるコスプレイベント・痛車展示・同人即売会・オリジナル演劇など、実行委員会以外の個人・団体が実行委員会の許諾を得て行う協力イベントとしてカフェや天体観測など公式・協力合わせ多様なプログラムが行われる。
2010年の洞爺湖温泉開湯100年記念事業に際して町民から事業案の一般公募を行った際に、町内のレストラン・宿泊施設経営者による漫画・アニメ好きのためのイベントを開く提案がありそれをもととして、2009年10月に開催を採択。2回の地元説明会を経て当初一回限りの企画として行われたが多数の要望にこたえる形で以降も年に1回定期的に行われている。洞爺湖町民と近隣自治体からのボランティアスタッフ約100名で直接運営を行い、「みんなで作る」をテーマに参加者も含め全員がスタッフという位置付けで、パンフレットの収入を主としてその他洞爺湖町からの補助金を財源に用い、少ない広告費から口コミやSNSでの宣伝で参加者を広げ北海道最大級の漫画アニメ関連イベントとなっているが、一方で参加者の急拡大により主催側の疲弊も見受けられている。
主催側が自由な雰囲気の地域祭として作る姿勢から街全体でのコスプレが可能なイベントとし開放的な雰囲気となっており、雰囲気を盛り上げるために地域の商業施設や公共施設の職員がコスプレで接客するほか日本のコスプレイベントでは例の少ない家族単位でのコスプレ参加者も存在している。メインイベント「温泉街まるまるコスプレ会場」では温泉街や湖畔での屋外コスプレ開放を行うとともに許可を得た多くの宿泊施設や土産店・飲食店にてコスプレ状態での入店を可能とし、宿泊施設ではコスプレのまま部屋に戻り翌朝コスプレ状態でのチェックアウトを可能としている。

## 主な会場
- 洞爺湖文化センター:開閉会式、ステージイベント、同人誌即売会、痛車展示、コスプレ更衣室
- 洞爺湖観光情報センター:展示会イベント、コスプレ更衣室
- 洞爺湖文化センター前駐車場：痛車展示、縁日
- 洞爺湖温泉街:温泉街まるまるコスプレ会場、コスプレパレード、歩行者天国、キーワードラリー
- 洞爺湖温泉街にぎわい広場：トラックステージ
- 昭和新山、洞爺地区:コスプレ開放

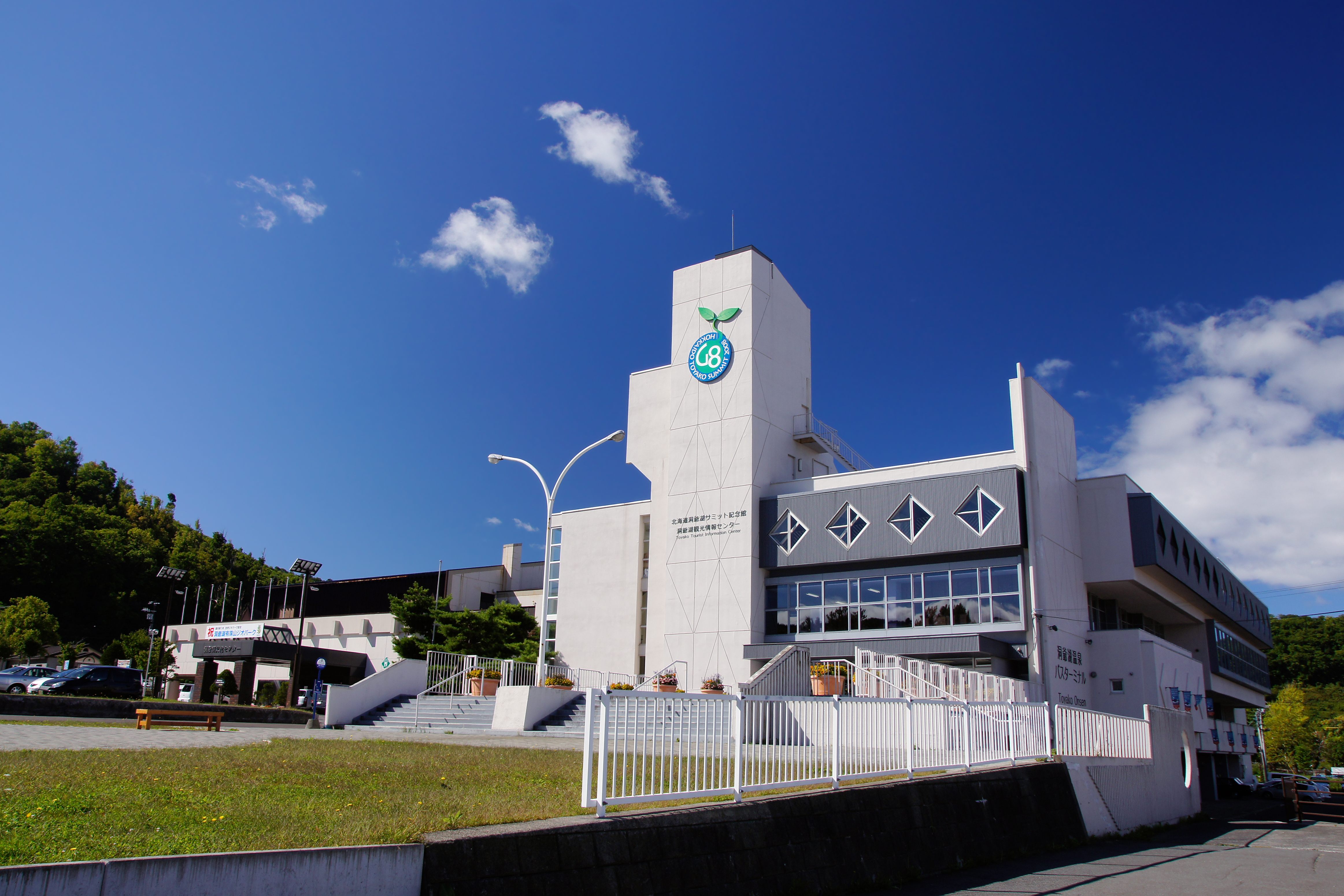
洞爺湖観光情報センター（右）と洞爺湖文化センター（左）
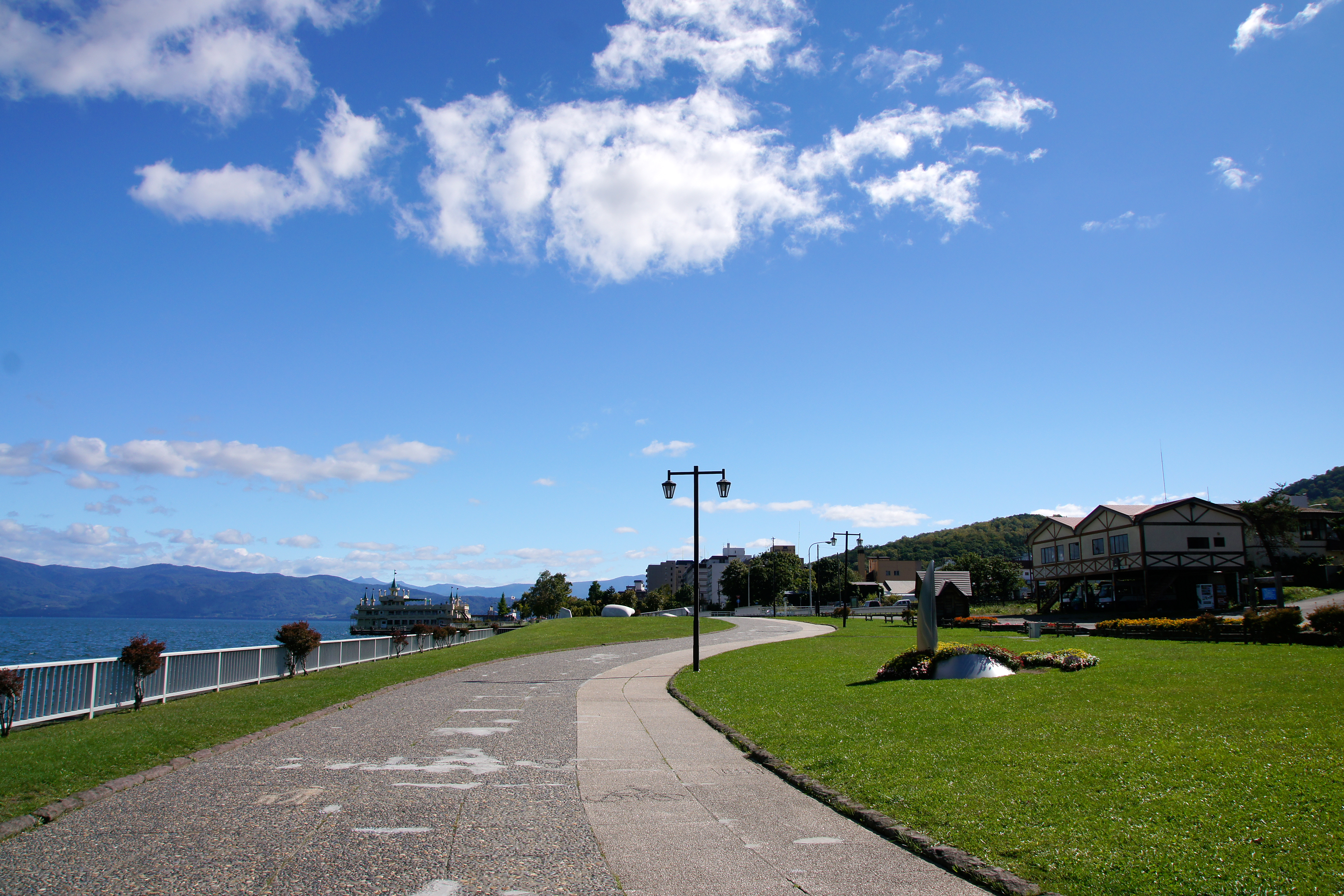
洞爺湖温泉街湖畔周辺
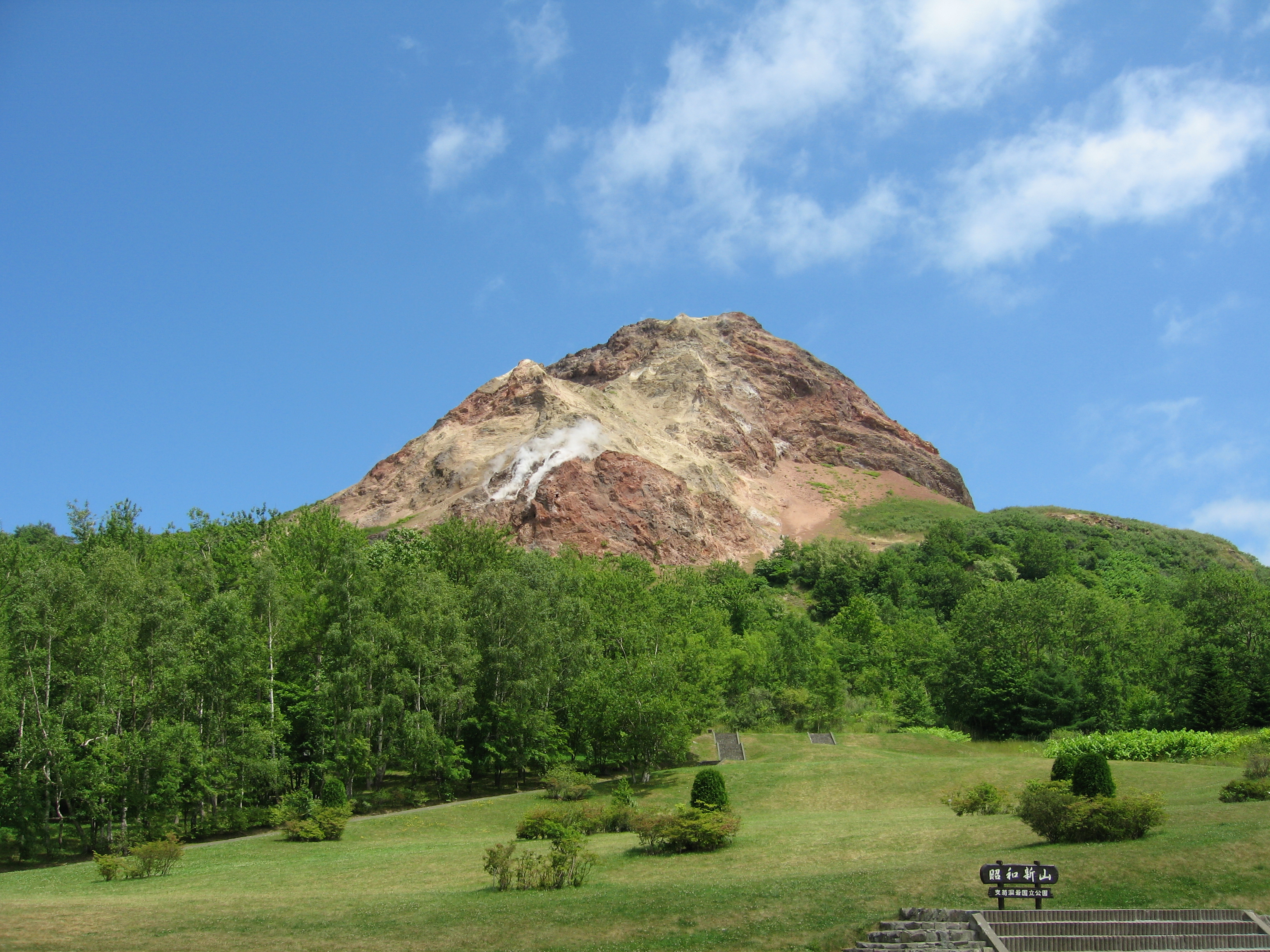
昭和新山周辺
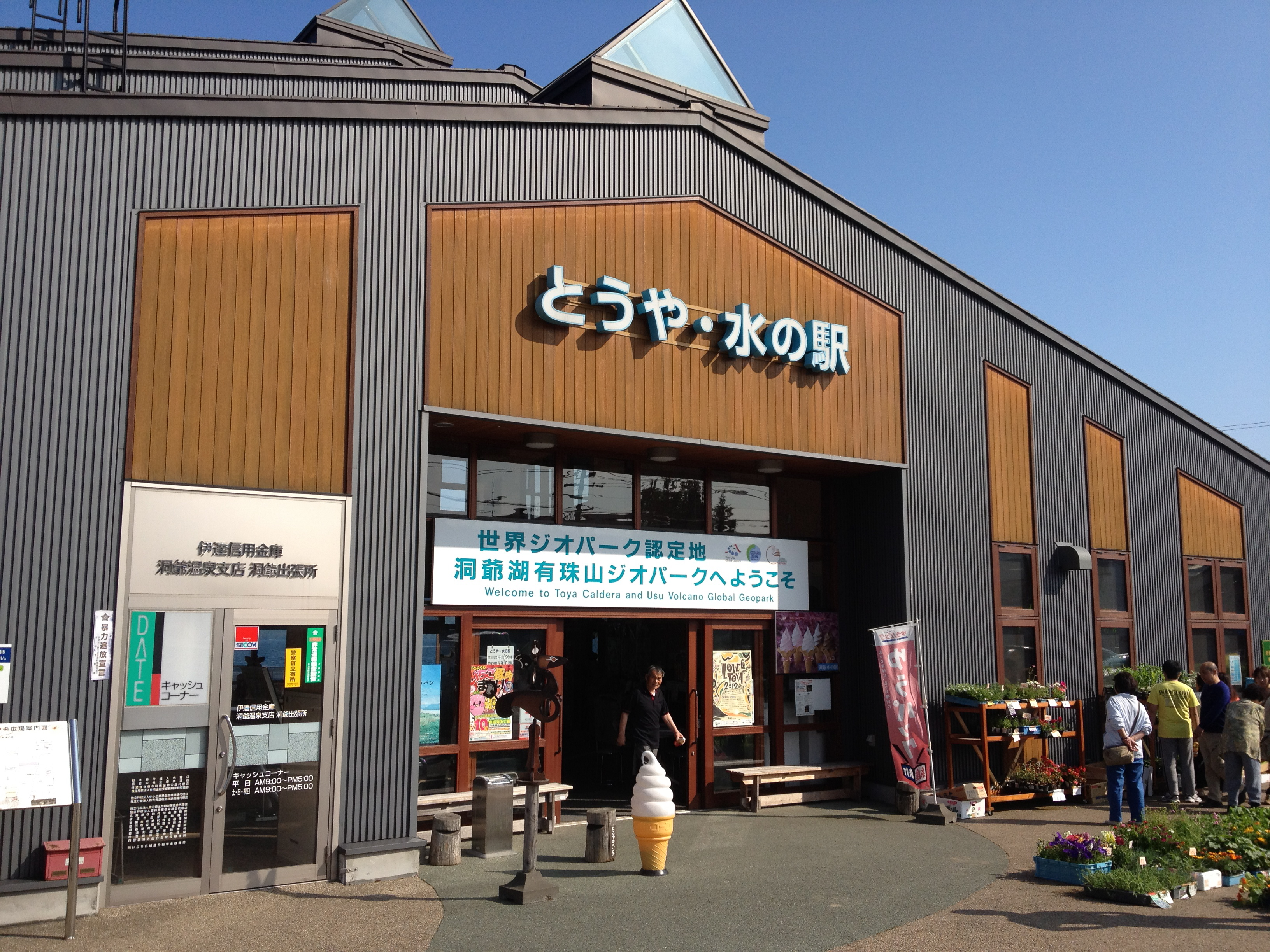
とうや水の駅（洞爺地区）
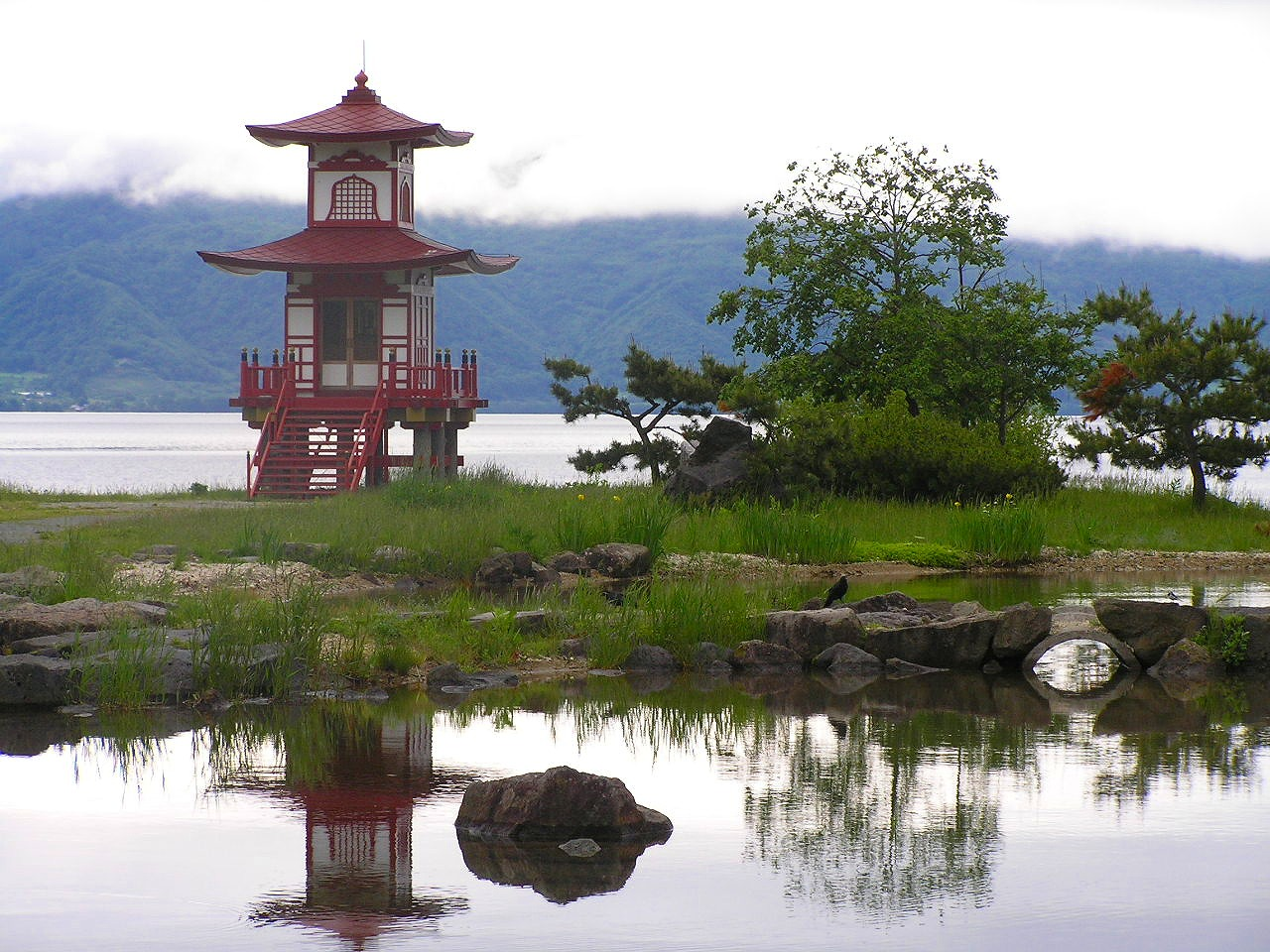
浮見堂公園（洞爺地区）

## 開催履歴
| 回数   | 開催年月日              | 来場者数         |
| ------ | ----------------------- | ---------------- |
| 第1回  | 2010年6月26日 - 6月27日 | 約3,000人[1][4]  |
| 第2回  | 2011年6月18日 - 6月19日 | 約7,000人[1][4]  |
| 第3回  | 2012年6月23日 - 6月24日 | 約30,000人[1][4] |
| 第4回  | 2013年6月22日 - 6月23日 | 約49,000人[8]    |
| 第5回  | 2014年6月21日 - 6月22日 | 約57,000人[9]    |
| 第6回  | 2015年6月27日 - 6月28日 | 約51,500人[10]   |
| 第7回  | 2016年6月25日 - 6月26日 | 約53,000人[11]   |
| 第8回  | 2017年6月24日 - 6月25日 | 約60,000人[12]   |
| 第9回  | 2018年6月23日 - 6月24日 | 約73,000人[13]   |
| 第10回 | 2019年6月22日 - 6月23日 | 約69,000人[14]   |
| 中止   | 2020年6月27日 - 6月28日 | オンラインのみ   |
| 中止   | 2021年6月26日 - 6月27日 | オンラインのみ   |
| 第11回 | 2022年6月25日 - 6月26日 | 約50,000人[15]   |
| 第12回 | 2023年6月24日 - 6月25日 | 約70,000人[16]   |
| 第13回 | 2024年6月22日 - 6月23日 | 約71,600人[17]   |
| 第14回 | 2025年6月28日 - 6月29日 |                  |

## 各回詳細

### 2010年
- 主催:洞爺湖温泉誕生100年事業委員会/TOYAKOマンガ・アニメフェスタ事業推進委員会
- 協力団体:LayerCamp/株式会社レッドレター/神戸コスプレコレクション実行委員会/洞爺青年会議所
- ポスターキャラクターデザイン：神村幸子

### 2011年
- 主催:TOYAKOマンガ・アニメフェスタ事業推進委員会/社団法人洞爺湖温泉観光協会
- 共催:洞爺湖町
- 後援:洞爺湖町商工会/とうや湖温泉旅館組合/洞爺青年会議所
- 協力:AIR-G'(FM北海道)「AV Music Channel」/projectENJIN/BHQ/アスミック・エース エンタテインメント株式会社/株式会社Emergence&Company Japan/なまら北海道/株式会社レッドレター/神戸コスプレコレクション実行委員会/LayerCamp
- 公式キャラクター：ルカ、カノン、珍小島の小太郎（デザイン：橋ぱち子）

### 2012年
- 主催:TOYAKOマンガ・アニメフェスタ事業推進委員会/一般社団法人洞爺湖温泉観光協会
- 共催:洞爺湖町
- 後援:洞爺湖町商工会/とうや湖温泉旅館組合/洞爺青年会議所/洞爺湖温泉飲食店組合
- 協力:北海道アニメーションプロジェクト+A、ドラマチッククリエイション&エンターテイメント企画、日本工学院北海道専門学校、LayerCamp、室蘭工業大学ジャズ研究会、札幌痛タク実行委員会
- コスプレイベント協力:株式会社レッドレター、神戸コスプレコレクション実行委員会
- 公式キャラクター：花代美湖、女神さま（デザイン：深翠うり）

### 2013年
- 主催:TOYAKOマンガ・アニメフェスタ事業推進委員会/一般社団法人洞爺湖温泉観光協会
- 共催:洞爺湖町
- 後援:洞爺湖町商工会/とうや湖温泉旅館組合/洞爺湖温泉飲食店組合
- 協力:ニュータイプエース/コンテンツツーリズム研究会/TMAF留学生サブカルサミット実行委員会/Prime/ドラマチッククリエイション&エンターテイメント企画/Konvalo
- 公式キャラクター:コロナ、タマミ（デザイン：じぇり）

### 2014年
- 主催:TOYAKOマンガ・アニメフェスタ事業推進委員会/一般社団法人洞爺湖温泉観光協会
- 共催:洞爺湖町
- 後援:洞爺湖町商工会/とうや湖温泉旅館組合/洞爺湖温泉飲食店組合
- 協力:KADOKAWA/GAINAX/ドラマチッククリエイション&エンターテイメント企画
- 公式キャラクター:ミンツ、ルル（デザイン：文屋呂瓶）

### 2015年
- 主催:TOYAKOマンガ・アニメフェスタ事業推進委員会/一般社団法人洞爺湖温泉観光協会
- 共催:洞爺湖町
- 後援:洞爺湖町商工会/とうや湖温泉旅館組合/洞爺湖温泉飲食店組合
- 協力:KADOKAWA/FIGHTING DREAMERS/Prime/浅羽縁
- 公式キャラクター:トーコさん、ハクさま（デザイン:kuwa）

### 2016年
- 主催:TOYAKOマンガ・アニメフェスタ事業推進委員会/一般社団法人洞爺湖温泉観光協会
- 共催:洞爺湖町
- 後援:洞爺湖町商工会/とうや湖温泉旅館組合/洞爺湖温泉飲食店組合
- 協力:KADOKAWA/FIGHTING DREAMERS/Prime/浅羽縁/北海道Azmacy
- 公式キャラクター：浅海（あさみ）、瑠璃（るり）（デザイン：イワシ）

### 2017年
- 主催:TOYAKOマンガ・アニメフェスタ事業推進委員会/一般社団法人洞爺湖温泉観光協会
- 共催:洞爺湖町
- 後援:洞爺湖町商工会/とうや湖温泉旅館組合/洞爺湖温泉飲食店組合
- 協力:KADOKAWA/FIGHTING DREAMERS/ドラマチッククリエイション&エンターテイメント企画
- Special Thanks:Prime/浅羽縁/リフォーム成田
- 公式キャラクター：コノハ、ハトリ（デザイン：カズラエンジ）

### 2018年
- 主催:TOYAKOマンガ・アニメフェスタ事業推進委員会/一般社団法人洞爺湖温泉観光協会
- 共催:洞爺湖町
- 後援:洞爺湖町商工会/とうや湖温泉旅館組合/洞爺湖温泉飲食店組合
- 協力:KADOKAWA/FIGHTING DREAMERS/ドラマチッククリエイション&エンターテイメント企画
- Special Thanks:Prime
- 公式キャラクター：レラ、ノンノ（デザイン：水溜鳥）

### 2019年
- 主催:TOYAKOマンガ・アニメフェスタ事業推進委員会/一般社団法人洞爺湖温泉観光協会
- 共催:洞爺湖町
- 後援:洞爺湖町商工会/とうや湖温泉旅館組合/洞爺湖温泉飲食店組合
- 協力：フロントウイング、WIZARG、FIGHTING DREAMERS、陸上自衛隊第7師団・第7音楽隊・第7偵察隊/ドラマチッククリエイション&エンターテイメント企画
- Special Thanks：Prime
- 公式キャラクター：ペウレペ、サキエル（デザイン：空豆とむ）

### 2020年
2020年4月14日に2019新型コロナウイルスに伴い中止を発表、代替として以下のオンライン企画を実施。
- 主催:TOYAKOマンガ・アニメフェスタ事業推進委員会/一般社団法人洞爺湖温泉観光協会
- 共催:洞爺湖町
- 後援:洞爺湖町商工会/とうや湖温泉旅館組合/洞爺湖温泉飲食店組合
- 公式キャラクター：かぐちょぱ、うさぽり（デザイン：年収5万）

### 2021年
新型コロナウイルスに伴う縮小体制として当初屋内イベントや更衣室開設を中止し、コスプレ参加者は洞爺湖温泉内の宿泊施設に宿泊し着替えを行う方針を予定、その後5月9日-31日の札幌市へのまん延防止等重点措置指定を踏まえ開催前30日以内の日程で自粛要請が発出された場合に中止とするガイドライン規定に当てはまる事から5月10日に中止を発表しオンライン企画を展開。
- 主催:TOYAKOマンガ・アニメフェスタ事業推進委員会/一般社団法人洞爺湖温泉観光協会
- 共催:洞爺湖町
- 後援:洞爺湖町商工会/とうや湖温泉旅館組合/洞爺湖温泉飲食店組合
- 公式キャラクター：イーユくん、ヤコちゃん（デザイン：あやめりよ）

### 2022年
3年ぶりの現地開催として「TMAF 2022 Reboot」の副題を付け、新型コロナウイルス対策に伴い文化センターでのステージイベントや声優をゲストに迎えたトークイベントを行わない縮小体制で開催。

### 2023年
「TMAF 2022 now loading」を副題として開催、ゲストステージを4年ぶりに実施。
- 主催:TOYAKOマンガ・アニメフェスタ事業推進委員会/一般社団法人洞爺湖温泉観光協会
- 共催:洞爺湖町
- 公式キャラクター：ラブシン・オヤウン（デザイン：詞乃）
- 6/24・25両日
  - 洞爺湖温泉街：温泉街まるまるコスプレ会場、歩行者天国、キーワードラリー
  - 洞爺地区：コスプレ開放、亀岩ゼロポイント撮影スポット
  - とうや水の駅：コスプレ更衣室
  - 昭和新山地区：コスプレ開放
  - 洞爺湖文化センター：コスプレ開放
  - 洞爺湖観光情報センター：イベント本部、コスプレ更衣室、同人誌即売会、模型展示、コスプレ衣装・造形展示、ラビット・ユキネ特設ブース、「HIGHSPEED Étoile」オフィシャルラッピングカー展示
  - 洞爺湖文化センター駐車場：痛車展示、縁日、ドール展示
  - 洞爺湖温泉街にぎわい広場：トラックステージ
  - 洞爺湖汽船前ステージ：湖畔ステージ
  - 洞爺湖神社：コスプレ開放
  - 有珠山噴火記念公園：コスプレ開放、パフォーマンスフリーエリア
  - 洞爺湖 鶴雅リゾート 洸の謌庭園：コスプレ開放
  - あかはね倉庫2階：札幌リアル集会所@TMAF2023
- 6/24のみ
  - 洞爺湖温泉街：コスプレパレード
  - 洞爺湖文化センター：「出張!矢尾ちゃんの部屋」公開収録、アニソンDJタイム
  - 洞爺湖越後屋2階：シティーハンター 昭和平成令和の歴史
  - あかはね倉庫2階：モンスターハンター 狩番長決定戦
  - 洞爺湖観光情報センター：陸上自衛隊第7音楽隊演奏会
- 6/25のみ
  - あかはね倉庫2階：大乱闘スマッシュブラザーズ スマ番長決定戦
  - 洞爺湖文化センター：表彰式・閉会式・集合写真撮影
  - 洞爺湖畔洞龍の湯付近：ミクダヨーサミット
  - 洞爺湖観光情報センター：ゴミ拾いイベント受付

出演者
- 総合司会：前田幸
- 「出張!矢尾ちゃんの部屋」公開収録：矢尾一樹、狩野翔
- アニソンDJタイム：orion、野澤コウ、kuu.、ナツメグ、雪野ひなた、RUNA、コリゾー、リカ
- シティーハンター 昭和平成令和の歴史 - 神谷明、諏訪道彦、若林豪
- トラックステージ
  - 24日：神野りょう（「ワンピース」カバーライブ）、Snowe（「ウマ娘」カバーライブ）、ま(欠席)、タラレバ（「推しの子」カバーライブ）、ザビエル.T、餅（パフォーマンス）
  - 25日：サブソニ実行委員会ほのか、KING CREW、miu、SION(Rose&Rosary)、SAqours（「ラブライブ!」コピーパフォーマンス）、魁多聞（殺陣パフォーマンス）、木水三郎（ものまねステージ）
- 湖畔ステージ
  - 24日：2.5次元演劇団「想演」（殺陣パフォーマンス）、Alnair（「ラブライブ!」コピーパフォーマンス）、Lmina!（「ラブライブ!」コピーパフォーマンス）、Snow of LoveLive（「ラブライブ!」コピーパフォーマンス）
  - 25日：試されるセカイ（パフォーマンス）、DUMMY、Hokafina、さやぱるる（「ホロライブ」コピーパフォーマンス）

### 2024年
- 副題：TMAF 2024 updating
- 主催:TOYAKOマンガ・アニメフェスタ事業推進委員会/一般社団法人洞爺湖温泉観光協会
- 共催:洞爺湖町
- 公式キャラクター：リュウタ・リンポム（デザイン：えぴか）
- 6/22・23両日
  - 洞爺湖温泉街：温泉街まるまるコスプレ会場
  - とうや水の駅：コスプレ更衣室
  - 昭和新山地区：コスプレ開放、洞爺湖鶴雅リゾート洸の謌前庭コスプレ開放
  - 洞爺地区：コスプレ開放、亀岩ゼロポイント撮影スポット
  - 洞爺湖観光情報センター：イベント本部、コスプレ更衣室、ラビット・ユキネ特設ブース、模型展示、同人即売会、コスプレ衣装・造形展示、北海道メディアDomingo無料抽選会
  - 洞爺湖文化センター： 追悼 寺沢武一複製原画展、
  - 洞爺湖文化センター駐車場：痛車展示、縁日、ドール展示
  - 洞爺湖温泉街にぎわい広場：トラックステージ
  - 洞爺湖汽船前ステージ：湖畔ステージ
  - あかはね倉庫2階：札幌リアル集会所@TMAF2024
- 6/22のみ
  - 洞爺湖温泉街：コスプレパレード
  - 洞爺湖越後屋2階：「劇場版シティーハンター 天使の涙(エンジェルダスト)」凱旋トークショー
  - 洞爺湖文化センター：「出張!矢尾ちゃんの部屋」公開収録、TMAFアニソンDJタイム
  - 洞爺湖文化センター駐車場：痛車ナイト展示
- 6/23のみ
  - 洞爺湖畔洞龍の湯付近：ミクダヨーサミット
  - 洞爺湖越後屋2階：神谷明サイン会

出演者
- 総合司会：前田幸
- 劇場版シティーハンター凱旋トークショー：神谷明、伊倉一恵、若林豪
- 出張!矢尾ちゃんの部屋公開収録：矢尾一樹、山口由里子
- アニソンDJタイム：orion、野澤コウ、kuu.、ナツメグ、雪野ひなた、RUNA、コリゾー、リカ
- トラックステージ
  - 22日：刹那、miu、東あも、ぽのとあらぴー、ザビエル.T、WA!Oh!、Z-ANG、Hokafina
  - 23日：北カリ〜北の大地で仮住まい〜、枯原317、miu、Z-ANG、楽団型秘密結社MARIONEttE、饗庭あやこ、さやぱるる
- 湖畔ステージ
  - 22日：もりのくまちゃん、Snow of LoveLive、Z-ANG、めにぃからー!
  - 23日：μ'lake、明日は筋肉痛、Lmina!、Snowe

シャトルバス
- 温泉地区巡回バス：洞爺湖温泉バスターミナル→西山遊歩道入口→旧温泉中学校無料駐車場→サイロ展望台→洞爺湖温泉バスターミナル
- 温泉-洞爺地区巡回バス：バスターミナル - 旧温泉中学校無料駐車場 - とうや水の駅
- 洞爺地区巡回バス：とうや水の駅 - 浮御堂 - 八幡神社前間自由乗降
- 温泉-昭和新山巡回タクシー：洞爺湖温泉 - 洞爺湖鶴雅リゾート洸の謌 - 昭和新山壹番館

### 2025年
- 副題：TMAF 2025 beyond
- 主催:TOYAKOマンガ・アニメフェスタ事業推進委員会/一般社団法人洞爺湖温泉観光協会
- 共催:洞爺湖町
- 後援:洞爺湖町商工会/とうや湖温泉旅館組合/洞爺湖温泉飲食店組合
- 公式キャラクター：美鈴こはく、レイラ・ルナルージュ（デザイン：萌木きのみ）
- 6/28・29両日
  - 洞爺湖温泉街：温泉街まるまるコスプレ会場
  - とうや水の駅：コスプレ更衣室
  - 昭和新山地区：コスプレ開放、洞爺湖鶴雅リゾート洸の謌前庭コスプレ開放
  - 洞爺地区：コスプレ開放、亀岩ゼロポイント撮影スポット
  - 洞爺湖観光情報センター：イベント本部、コスプレ更衣室、同人即売会、コスプレ衣装造形展示
  - 洞爺湖文化センター駐車場：痛車展示、縁日、ドール展示
  - 洞爺湖温泉街にぎわい広場：トラックステージ
  - 洞爺湖汽船前ステージ：湖畔ステージ
  - あかはね倉庫2階：札幌リアル集会所@TMAF2024
- 6/28のみ
  - 洞爺湖温泉街：コスプレパレード
  - 洞爺湖越後屋2階：「大ヒット御礼！劇場版シティーハンター トークショー」凱旋トークショー
  - 洞爺湖文化センター：開会式、「出張!矢尾ちゃんの部屋」公開収録、TMAFアニソンDJタイム
  - 洞爺湖文化センター駐車場：痛車ナイト展示
- 6/29のみ
  - 洞爺湖観光情報センター：陸上自衛隊第7音楽隊演奏会、模型展示
  - 洞爺湖文化センター：神谷明・伊倉一恵サイン会、閉会式

出演者
- 総合司会：前田幸
- 劇場版シティーハンタートークショー：神谷明、伊倉一恵、若林豪
- 出張!矢尾ちゃんの部屋公開収録：矢尾一樹、ゆきのさつき
- アニソンDJタイム：RUNA、ナツメグ、コリゾー、雪野ひなた、野澤コウ、kuu.、orion、リカ
- トラックステージ
  - 22日：Ahoy!キミたちもう一度パイレーツ!、MizukiZ-ふじい直美&木水三郎、T party、Reina、Hokafina
  - 23日：Gimme&hug、竜伍、ぎんたまあいすwith W、漣荘、うさぎさんのつどい
- 湖畔ステージ
  - 22日：Alnair、Snowe、サーヤ with にゃんぱる、WC、うさぎさんのつどい、ひじさんチーム、木水三郎、SnowOfLoveLive
  - 23日：NORTH NIGHT、Alleil!、ルリエ!、North Samba Carnival、North 7 Virtual、東あも〜#コンパス祭り〜、饗庭あやこ、もりのくまちゃん

シャトルバス
- 温泉地区巡回バス：洞爺湖温泉バスターミナル→西山遊歩道入口→旧温泉中学校無料駐車場→サイロ展望台→旧温泉中学校無料駐車場→洞爺湖温泉バスターミナル
- 温泉-洞爺地区巡回バス：バスターミナル - 旧温泉中学校無料駐車場 - とうや水の駅
- 洞爺地区巡回バス：とうや水の駅 - 浮御堂 - 八幡神社前間自由乗降
- 温泉-昭和新山巡回タクシー：洞爺湖温泉 - 洞爺湖鶴雅リゾート洸の謌 - 昭和新山壹番館

## 洞爺こすぱ!
毎年10月にTOYAKOマンガ・アニメフェスタのスピンオフとして洞爺湖文化センターで行われるコスプレイベント。
開催履歴
1. 2010年10月31日
2. 2011年10月29日
3. 2012年10月27日
4. 2013年10月26日
5. 2014年10月25日
6. 2015年10月17日
7. 2016年10月29日
8. 2017年10月28日
9. 2018年10月27日
10. 2019年10月26日
2020・21年は新型コロナウイルスに伴い中止[26]。
11. 2022年10月22日
12. 2023年10月28日 - 洞爺湖観光情報センター3階で開催
13. 2024年10月26日 - 洞爺湖観光情報センター3階で開催